# 韬奋纪念馆
31°12′59″N 121°28′00″E / 31.21634°N 121.46667°E
韬奋纪念馆位于上海市黄浦区重庆南路205弄（万宜坊）53号，是在上海邹韬奋故居的基础上筹建而成的。占地达到了280平米，建筑总面积则是360平米。

## 历史
韬奋纪念馆主要分为两个部分，分别是韬奋故居和韬奋生平事迹陈列。事迹陈列馆又由8个部分组成，叙述了邹韬奋的一生。而故居就是原来20世纪30年代邹韬奋一家的生活居住原始面貌。中华人民共和国为了号召人民纪念和学习邹韬奋，于1956年建成并开放了韬奋纪念馆。1977年，入选为上海市文物保护单位。韬奋纪念馆于2003年一月成为上海市爱国主义教育基地。2011年，韬奋纪念馆和上海世纪出版股份有限公司少年儿童出版社主办，《少年文艺》编辑部和上海市科技艺术教育中心承办的“韬奋杯”全国中小学生创意作文大赛启动。2019年5月18日，韬奋纪念馆重新对公众开放。

## 参观信息
- 开放时间：星期一-星期五  9:00-11:00   13:00-16:00
- 公共交通：公交780、781、786、932、933、36、869、17、24路
- 学生团体参观免费，学生个人参观半票